# Реметалк III
Реметалк III е тракийски цар от сапейската династия, който е последен владетел на Одриското царство.

## Биография
Въпреки че историческата наука не е установила с точност годината на раждане на този владетел официално се приема, че той е роден през 12 година след Христа в град Бизия, днешна Виза в Турция. Баща му е Котис III Сапей, а майка му царица Антония Трифена, дъщеря на боспорския цар Полемон.
Реметалк израства в изгнание според преданията на римските хронисти и се сприятелява с император Калигула още като дете. Римските автори описват и факта, че Реметалк има още двама братя Полемон и Котис IX и сестра Питодорида – Млада, които също като него са дадени в попечителство на римския претор Требелиан Руф след убийството на баща им Котис в 19 година след Христа.
Когато порастват Реметалк, братята му и сестра му получават правото да се разпореждат с аристократичния си произход, като Реметалк получава правото в качеството си на първороден син да стане цар на траките, а братята му да станат управители на васалната на Рим Армения. Сестра му Питодорида обаче се омъжва за братовчеда и син на убиеца на баща им Котис Реметалк II, който владеел земите на траките на север от Стара планина и искал да сложи край на избухналата вражда между двата клона на Сапейската династия. В 26 г. избухва въстание на траките в подчинените области на Реметалк II и той отстъпва или е убит и за цар на Обединеното царство на траките е провъзгласен Реметалк III през 37 г., като преди това е архонт на Атина, назначен от император Калигула на този пост, за да се подготви за одриски владетел. Същия е убит в 44 година и на следващата година Тракия е обявена за римска провинция от император Клавдий.

## Реметалк III като политик
През царуването си, за разлика от предшествениците си, Реметалк III царува полагайки грижа за населението на царството, което чак до 44 година не се вдига на въстание, за което свидетелстват и римските хронисти.
Основно направление на политиката му е спокойното положение в тракийските земи. От друга страна, той води добра политика на съюзничество с Римската империя. Факт е, че император Калигула остава доверчив на Реметалк до убийството си в 41 г. След този период обаче новия император Клавдий приема отначало добре тракийския цар, но в 43 г. нещата излизат от тези рамки. Каква е подбудата, която увеличава недоверието на Клавдий към Реметалк, историците и до днес не са доказали категорично. Знае се само, че в 43 г. римския император напада Британия и завършва завоюването и започнато при предшествениците му. Следващата 44 г. той обръща поглед към Одриското царство, което поне при този си цар живее, както показват доказателствата дадени от римските хронисти, добродетелно. Избухналия с убийството на Реметалк III същата година бунт на населението и участието в преврата на близките му династи и на царицата дори показва и династичната завист на най-близките му съратници, затова и император Клавдий, който подкрепя съзаклятниците, лесно протаква и дори не се заема да се намеси в избора на нов тракийски цар, а заповядва навлизане на римски войскови части в царството, които да подпомогнат тракийските войски в потушаването на избухналите размирици. Само след година Клавдий ще свали маската и ще превърне териториите на Одриското царство в римска провинция и то след като самите убийци на Реметалк III не успяват да посочат нов владетел.

## Монетите на Реметалк III
Реметалк сече монети още през 26 – 37 г., когато е назначен за архонт на Атина от римския император Калигула. От български археолози са открити монети на Реметалк III и от царския му период, една от които е публикувана в Том първи на История на България издателство на БАН (1979 г.).

## Други
Името на Реметалк III носи морският нос „Реметалк“ на остров Ливингстън, Южни Шетлъндски острови, Антарктика.